# Allokepon monodi
Allokepon monodi är en kräftdjursart som först beskrevs av M. Bourdon 1967.  Allokepon monodi ingår i släktet Allokepon och familjen Bopyridae. Inga underarter finns listade i Catalogue of Life.